# Jordyn Poulter
Jordyn Poulter (ur. 31 lipca 1997 w Aurorze w stanie Kolorado) – amerykańska siatkarka, reprezentantka kraju, grająca na pozycji rozgrywającej.

## Przebieg kariery
| Lata                      | Klub                                       |
| 2015–2018                 | University of Illinois at Urbana-Champaign |
| 2019–2020 (od 15.01.2019) | Reale Mutua Fenera Chieri                  |
| 2020–2022                 | Unet e-Work Busto Arsizio                  |
| 2022–2023                 | Igor Gorgonzola Novara                     |

## Sukcesy klubowe
Big Ten Conference:
- 2019

Mistrzostwa NCAA:
- 2019

## Sukcesy reprezentacyjne
Mistrzostwa Świata Kadetek:
- 2013

Mistrzostwa Ameryki Północnej, Środkowej i Karaibów Juniorek:
- 2014

Puchar Panamerykański:
- 2018[4]

Liga Narodów:
- 2019, 2021

Puchar Świata:
- 2019

Mistrzostwa Ameryki Północnej, Środkowej i Karaibów:
- 2019[5]

Igrzyska Olimpijskie:
- 2020
- 2024[6]

## Nagrody indywidualne
- 2013: Najlepsza rozgrywająca Mistrzostw Świata Kadetek
- 2014: Najlepsza rozgrywająca Mistrzostw Ameryki Północnej, Środkowej i Karaibów Juniorek
- 2019: Najlepsza rozgrywająca Mistrzostw Ameryki Północnej, Środkowej i Karaibów[7]
- 2021: Najlepsza rozgrywająca Ligi Narodów
- 2021: Najlepsza rozgrywająca Igrzysk Olimpijskich w Tokio